# Камерилов, Олег Егорович
Олег Егорович Камерилов — советский и украинский спортсмен и тренер по гребле на байдарках и каноэ, Заслуженный работник физической культуры и спорта Украины, заслуженный тренер Украины по гребле на байдарках и каноэ. Отличник образования, судья национальной категории. Мастер спорта СССР по гребле на байдарках и каноэ.

## Биография
Камерилов Олег Егорович родился 25 января 1954 года в посёлке городского типа Белое Курской области. В 1966 году переехал из Свердловска в Шацк. В 1971 году окончил ЗОШ № 2 в Любомле. В 1972 году поступил в Луцкий пединститут имени Л.Украинки. С 1972 по 1974 год служил на Северном флоте
Начал работать в 1971 году после окончания школы в должности тренера Любомльской ДЮСШ, затем стал первым директором Шацкой ДЮСШ по гребле на байдарках и каноэ. В 1976 году выполнил норматив «Мастера спорта СССР» по гребле на байдарках и каноэ при этом сочетая работу, занятия спортом и учёбу в институте. В 1979 году окончил пединститут факультет физвоспитания. В 1984 году был приглашён стать первым директором ДЮСШ по гребле в Ковеле. В 2006 году его пригласили работать в школу высшего спортмастерства (ШВСМ), где Олег Егорович работает с 2 января 2007 года в должности старшего тренера.
В 1999 году Камерилову О. Е. было присвоено звание «Заслуженный тренер Украины». За плодотворную педагогическую деятельность в 2005 году ему было присвоено звание «Отличник образования» за подготовку выдающихся спортсменов и высокие показатели в работе получил звание «Заслуженный работник физической культуры и спорта Украины».
За свою деятельность Камерилов О. Е. подготовил 3 заслуженных мастера спорта по гребле на драгонботе (Шеметило Э., Камерилов Д. и Баландин А.), 9 мастеров спорта международного класса (Верчук И., Прохорук В., Шеметило Э., Камерилов Д., Цехош В., Повх Р., Мотова Д., Баландин А., Боровик О.), 33 мастера спорта Украины.
Судья национальной категории . 
Более 30 воспитанников Камерилова О. Е. становились чемпионами и призёрами чемпионатов Мира и Европы, Кубков Мира, чемпионатов Мира среди студентов, Всемирной Универсиады среди студентов и всемирных игр . В годы, когда проводили рейтинги работы тренеров, занимал почетные места: 2010 год — 2 место, 2011 году — 2 место, 2013 году — 1 место среди всех тренеров Украины по гребле. Лучшие спортсмены, воспитанные Камериловым О. Е., награждались орденами и медалями Президентов Украины.